# Talikud
Talikud är en filippinsk ö belägen nära Samal i Davaogolfen. Ön är uppdelad på 4 barangay och är mest känd för ypperliga dykmöjligheter i korallreven. Administrativt tillhör den the Island Garden City of Samal.